# Longhorn del Texas
Il Longhorn del Texas (in inglese Texas Longhorn) è una razza bovina, uno dei simboli del Texas.

## Storia
La razza ha origine dai bovini iberici portati nelle isole caraibiche dai primi esploratori tra la fine del XV e l'inizio del XVI secolo. Da qui vennero introdotti in Messico, dove il numero di bovini e di allevamenti aumentò e da dove si espansero negli attuali Stati Uniti sud-occidentali. I Longhorn ebbero un ruolo importante per i colonizzatori europei, in quanto fonti di cibo, pelle, sego e forza lavoro; con le incursioni che uccisero le popolazioni indigene, inoltre, avevano grandi spazi aperti in cui vivere liberamente.
Nel XIX secolo i coloni radunarono i Longhorn bradi per ricavare più risorse, oltre a introdurre altre razze più grasse. I bovini del Texas persero di popolarità perché le corna li rendevano scomodi da trasportare e a fine secolo, in seguito a incroci e a riduzione di numeri, erano a rischio di estinzione. Nonostante gli sforzi per conservare la razza, nel 2015 i numeri sono ancora bassi e la Livestock Conservancy la classifica come criticamente a rischio.

## Caratteristiche

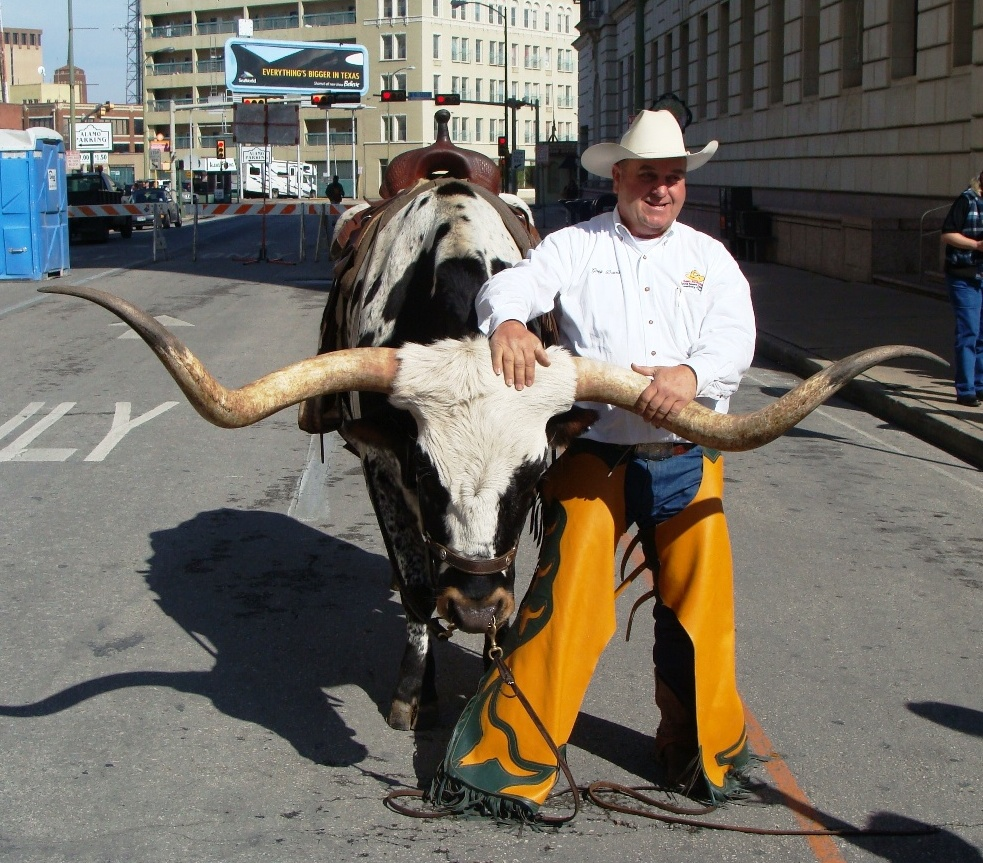
Esemplare adulto sellato di Longhorn

Conosciuti per le loro caratteristiche corna, che possono giungere sino a 1,2 metri di lunghezza, con apici di 1,8 o 2 metri, i Longhorn del Texas sono noti anche per la loro colorazione estremamente diversificata e per il loro alto valore. Hanno inoltre una buona capacità di vivere in ambienti difficili, un peso che può andare dai 350 ai 550 kg e una carne dal sapore intenso, che ne rispecchia l'origine selvatica. Uno di questi animali può essere venduto in asta per 40 000 dollari, mentre il record fu di $ 170 000.